# قرار مجلس الأمن التابع للأمم المتحدة رقم 1142
قرار مجلس الأمن التابع للأمم المتحدة رقم 1142، المتخذ بالإجماع في 4 كانون الأول / ديسمبر 1997، بعد التذكير بالقرارين 1105 (1997) و1110 (1997)، مدد المجلس ولاية قوة الأمم المتحدة للانتشار الوقائي في مقدونيا حتى 31 آب / أغسطس 1998.
وأشار القرار إلى أن بعثة قوة الأمم المتحدة للانتشار الوقائي أدت دوراً هاماً في الحفاظ على السلام والاستقرار في مقدونيا، لكنه يشعر بالقلق إزاء الحالة في ألبانيا، على النحو الوارد في القرارين 1101 (1997) و1114 (1997). بالإضافة إلى ذلك، تم دعوة كل من مقدونيا وصربيا والجبل الأسود إلى تنفيذ الاتفاق المتعلق بترسيم الحدود المشتركة بينهما. ورحب بالتخفيض التدريجي لقوام القوة وإعادة هيكلته. أبلغ الأمين العام كوفي عنان عن بعض التطورات الإيجابية مثل استقرار الوضع في ألبانيا، لكن السلام والاستقرار في مقدونيا يعتمدان أيضًا على التطورات في أجزاء أخرى من المنطقة.
ومدد مجلس الأمن ولاية قوة الأمم المتحدة للانتشار الوقائي حتى 31 آب / أغسطس 1998 مع الانسحاب المتوقع للعنصر العسكري بعد ذلك. أخيرًا، تم توجيه كوفي عنان لتقديم تقرير حول طرق إنهاء قوة الأمم المتحدة للانتشار الوقائي، وسحب عنصرها العسكري ووجود دولي مستقبلي في مقدونيا، بحلول 1 يونيو 1998.

## روابط خارجية
- نص القرار في undocs.org